# Bothriomyrmex costae
Bothriomyrmex costae é uma espécie de inseto do gênero Bothriomyrmex, pertencente à família Formicidae.